# Артас Менетил
Артас Менетил је измишљени лик који се појављује у Воркрафт серији видео игара компаније Близард. У играма, када је био ученик за паладина са добрим потенцијалом и крунски принц Лордерона, али је касније постао један од најјачих злих бића у историји Азерота, као и један од најсјајнијих и познатих антагониста у Воркрафт митологији. Лик је добио позитивне критике. Гласове су му позајмили: Џастин Грос у Воркрафт 3, и Патрик Сеиц у свету Воркрафта и херојима олује. Као краљу мртвих, глас му је позајмио Мајкл МекКонахи

## Развој
Према Воркрафт дизајнерима видео игре, Скоту Мерцеру и Грег Стриту, "у раној фази развоја Варцрафт Универзума, знали смо да ће игра бити о херојима који воде своје војске у битку. Ми смо првобитно дизајнирали Артаса, као једног од лидера, тако да смо од почетка знали да ће заузети централно место у причи", и да је он "мост који повезује људску кампању и кампању бесмтрних."
Што се тиче развоја Свет воркрафта: гнев краља мртвих, Мерцер је рекао да "када је развој почео за гнев краља мртвих, знали смо да желимо да играчи имају личну везу са краљем мртвих ... тако смо почели да креирамо задатке и инстанце, у којима смо могли да покажемо краља мртвих играчима." Програмери су такође направили игру, тако да играчи могу да виде олупине Алијансиних бродова које је Артас запалио... они такође могу наћи олтар, на коме је Артас први пут открио Фростмурн... Ми смо намерно изградили ове аспекте у Гневу краља мртвих, да би подсетио играче ко је Артас и одакле је дошао.

## Улога у Воркрафту
Артас Менетил био је принц Лордерона и једини син Теренаса Менетила. Артас је био идеалистичан, хитар младић који је сањао да ће једног дана наследити свог оца као краља Лордерона. Артас је постао ученик паладина у деветнаестој, и служио као најомиљенији ученик Утеру Светлоносцу. Иако је Артас волео Утера као ујака он је чезнуо за тим да преузме команду над својом судбином и постане херој, као храбри ветерани који су се борили против оркова током Другог рата. Без обзира на бол у срцу, осећао је да је краткој романси са чаробницом Џејном Праудмур дошао до крај, Артас је остао изванредно веран својој улози као принц Лордерона и као свети паладин. Он је имао дубоко поштовање за Светло и није желео ништа више него да заштити свој вољени народа од пропасти.
Када је Артас почео да се бори против сила зла, он је постајао све више и више узнемирен, због наизглед непобедивих непријатеља. Артас је предузео све мере да их покори, а његови другови су га упозоравали да он губи своју хуманост. Артасови страхови и одлучност су довели до његове пропасти. Пратио је извор куге све до Нортенда, са намером да оконча ову претњу заувек. Уместо тога, Принц Артас је поклекао пред огромном моћи краља мртвих, када је узео проклети мач, Фростмурн, верујући да ће мач спасити његов народ. Иако му мач неће дати неизрециве способности, он му је такође украо душу и претворио га у најјачег агента краља мртвих - витеза смрти. Без душе и помућеног разума, Артас је водио силе зла против свог сопственог царства. Он је убио свог оца, краља Terenas, и ставио Лордерон под гвоздену чизму краља мртвих.
Када је краљ мртвих био под претњом снага Илидана Стормрејџа, Артас је отишао до Замрзнутог Престола Нортенда. Он је разбио лед око свог господара, да би могао да стави на главу шлем Краља мртвих и споји се са њим. Након преузимања контроле над силама зла као нови краљ мртвих, Артас је изазвао Алијансу и Хорду, покретањем напада на њихове градове. Они су одговорили тако што су пислали трупе у Нордскол да воде рат против њега. Он је био смртно рањен након јуриша групе аванстуриста, на челу са Тирионом Фордрингом, на његову тврђаву Ледене Круне. На месту краља мртвих, наследио га је Болвар Фордрагон.

### Остала Појављивања
Артас се појављује као лик са којим се може играти у игри Хероји олује. 
У игри, Артас је херој ратник, који има улогу тенка на бојном пољу. Његов циљ је да привуче пажњу непријатеља, јер може да поднесе доста напада, док омета непријатељски тим са контролом масе и регенеративним способностима. Његов стил игре донекле је ограничен и предвидљив због недовољне покретљивости, међутим, он је изузетно јак у практично било ком сценарију који укључује тимску игру. Иако се Артас и класа витез смрти у овом тренутку не појављује у картама Хартстона, директор игре Бен Броде је рекао да друге класе временом могу да се додају, рекавши: "ми смо такође осетили да ћемо можда некад додати класу витеза смрти и класу монаха, и тако даље... нисам сигуран да нам је потребно више класа, али, наравно, могли бисмо да их додамо једног дана".

## Рецепције
Лик је добио углавном позитивне критике, и често је укључен у листе  најпопуларнијих ликова Воркафта и видео игара у целини. Емпајер је навео Артаса као број 25 у листи "50 најбољих ликова видео игара", са натписом "Од свих ликова у Воркрафт митологији, Артас Менетил је најтрагичнији. Наследник престола Лордерона, Артас је отишао да спасе краљевство свог оца од сила зла, само да би био преварен да ступи у њихове редове са уклетим мачем, Фростморном и на крају постаје њихов господар, Краљ мртвих. Улога му се преокренула за 180 степени." Он је такође био укључен у "10 најбољих ликова видео игара" Гардијанове листе, који је тврдио да "у почетку храбри модел средњовековног витеза, али све се мења, када Артас узима у руке проклети мач и почне да обавља низ злочина (као убијање сељака), што је довело до убиства сопственог оца. Лик је заиста дошао до своје супротности у  свету Воркрафта".
Метју Роси из часописа Енгеџет навео је Краља мртвих на броју 4 у својој листи "Топ-10 величанствених копилади Воркрафта", јер је он "успешно обликовао Артаса у савршеног витеза смрти ... Артас је од поштеног младог принца и паладина који очајнички покушава да спасе свој народ, постао зликовац, који их издаје, и то је било више Артасово дело, него краља мртвих, да Илидан буде поражен." Он је такође написао  "Артас је био користан, јер он је у почетку био добар, мада и помало арогантан, млади паладин, који је временом постајао опседнут, јер је био сведок поступака сила зла ... а онда оправдава сваку грешку као нужност. И пре него што је узео Фростмурн и изгубио своју душу, он би већ одавно био проклет због својих монструозних поступака  ... Артас као витез смрти и касније као краљ мртвих показао је тенденцију, да жели да оправда или да докаже да су његови поступци били у праву, да би свако урадио оно што је он урадио." Роси је такође рекао "Шта Артас, део Артаса који је још увек жив унутар краља мртвих, жели да нас научи? Све у свему, моћ квари људе. Моћ је покварила њега, поквариће и вас. Да је то неминовно, и самим тим, Артас није могао то да избегне,  то што је постао краљ мртвих, да сви краљеви, принчеви и људи на власти, на крају постају робови самих себе". 
Артас је наведен на Комплексовој листи "25 погинулих ликова видео игара које желимо да су још увек овде", као "на исти начин на који је Боромир био покварен у Господару прстенова, Артас прдставља човечију глупост, и како лако моћ може да искварена. Захваљујући томе, скоро да желимо да он преживи само да служи као пример, да је спасење сваком могуће. Ако би Краљ мртвих био у стању да преокрене своје поступке, онда би било наде за све нас"ИГН је поргласио Артаса једим од "најозлоглшенијих анти-хероја видео игара", јер "Артас Менетил је почео као принц из Дизнијевих цртаћа, одржавајући светло, где год је било потребе. Али са појавом куге зомбија, светло у Артасу је почела да се колеба ... али као што се често дешава, он није био обичан принц, који је постао луди зликовац. Нобостворени Краљ мртвих је био зликовац, али он је држао зомбије под контролом, задржавајући их да не би преплавили свет." Артас се такође појављује у Воркрафт производима, као што су костими за ноћ вештица.